# 属州

117年のローマ帝国の版図。
元老院属州（ピンク）・皇帝属州（緑）・駐屯地の司令官による統治の属州（灰色）

属州（ぞくしゅう、ラテン語: provincia）とは、古代ローマの本国以外の領土を指す。

## 概要
古代ローマは、当初は都市国家連合体であった。イタリア半島のほとんどの地域が、都市国家ローマと同盟を結んだ同盟市の領域であった。属州とは、それ以外の古代ローマの領土をさす。原語プロウィンキア（provincia）はもともとインペリウム保持者の担当地域を指し、第一次ポエニ戦争後に獲得した一人のインペリウム保持者が統治を担当する直轄地を指すようになった。
ローマの最初の属州は第一次ポエニ戦争後にシチリア島に設置した「属州シキリア」で、以降の帝国主義的拡張の中で新たに組み込まれた領土に次々と属州が設置されていった。
属州の統治はコンスルやプラエトル経験者がプロコンスルやプロプラエトルといった肩書きで担当し、その下には総督つきのクァエストルほか数名の官僚がローマから派遣された。しかしこの程度の少人数では行政は困難であるため、属州総督は通常私的な下僚（多くは奴隷・解放奴隷）を抱えていた。もっとも総督に限った話ではなく、官僚制が発達する帝政期以前の古代ローマの多くの官職に言えることである。
属州民には収入（資産評価額という説もある）の10％に当たる属州税（10分の1税）が課せられた。これはローマ市民・同盟市民が兵役義務を持つのに対し、属州民にはその義務がなく、その代替と考えられた。他、50分の1税として売上税（今日の日本の消費税と異なり、売買ごとに掛けられ、控除はない）などいくつかの税があったが、これはローマ市民と共通のものであった。
属州民にとって最も大きな負担は、国有地の賃貸料として支払う、収穫物の3分の1税である。新たに古代ローマの支配領域となった地域においては、多くの農地が国有地として収公されたため、属州民の多くは国有地を借りるしかなかったのである。
それら各税は、属州内の自由市や自治市では各都市が、直轄地では徴税請負人（プブリカニ、publicani）が徴収を担当した。徴税請負人はしばしば総督と結託、もしくは総督の名を騙り単独で、属州民を搾取した。税額は法によって決められていたので上乗せ徴収はできないが、納税が遅延した場合にそれを徴税請負人が立て替えて貸し付けたものとして、利子を加算して徴収することで収益をあげた。この他、シキリアなどでは穀物の強制買い付けの制度も属州民の負担となっていた。
属州総督の地位は、住民からの搾取により多大な利益を期待できるものであった。このため、共和政中期から末期のローマでは、多額の借金をしてコンスルに就任し、その後の属州統治の任で負債の返済だけでなく一財産を築くような者も少なくなかった。こうした属州総督の苛斂誅求に対して、属州は総督の不正を元老院に訴えることができた。ただし、弾劾は任期中には免除されるため、搾取は経年して続くことになった。当時キケロを有名にしたウェッレスの弾劾も、こうした不正追及の裁判であった。そのキケロは、自らが属州総督に赴任した際の私財の蓄積の "少なさ" によって、自らを廉潔の士として自画自賛していたという。
その収奪はすさまじく、新たに属州になった地域は数年のうちに疲弊し、属州民の人口は数十年のうちに10分の1に減少してしまう例すら見られた。属州民の人口が減少したと言っても、死に絶えた訳ではなく、奴隷の境遇に落とされたのである（すなわち属州民として、課税対象者として戸籍に登録された者の数が激減したということである）。古代ローマには、借金の返済ができなくなった場合に自らを奴隷として売却する事で返済する、債務奴隷の制度があった。多くの国有地は、代わってローマの貴族などの富裕層が借りることとなった。彼らは奴隷を酷使することによって、3分の1税を収めてもなお多大な収益を得て、ラティフンディウムの成立を見る。酷使される奴隷には、当然ながら奴隷の境遇に身を落とした元属州民も多くいた。
このような搾取に属州が従った背景としては、新たにローマの支配下となった地域は、元より専制君主の支配下にあり重税を課せられていた場合があったからである。従ってそうでない地域、例えばギリシャの諸ポリスは、ローマの支配下においても特別な地位にあった。ビュザンティオンのように、後にローマの首都となった場合すらあった。
属州からの莫大な富はローマに繁栄を与えた。共和政末期のローマでは、属州総督の際に獲得する富と軍事的成功が中央での政治的資源となった。またシキリアやアフリカ、のちにはエジプトからの穀物は、ローマの巨大な人口を維持するためには必要不可欠なものであった。しかし、流入する安価な穀物はイタリアの自作農民に打撃を与え、彼らの没落が政情の不安定化の原因の一つとなった。イタリア本土では代わって、オリーブやブドウといった高付加価値の農産物の生産が中心となった。
帝政期には、古代ローマは拡大期から安定期へと移行し、すなわち属州に対する収奪も一段落した。拡大期には可能であったラティフンディウムを支えてきた安価で大量な奴隷の供給も、安定期になれば細っていき、従来のように奴隷を酷使し収益をあげる経営は成り立たなくなっていった。属州は繁栄し、イタリアの商品の輸出先として、ローマの経済を支えることになる。しかし、オリーブやブドウなど高付加価値農産物の属州での生産が本格化し、イタリアは市場を失い経済的には没落していった。
212年にはアントニヌス勅令により、全ての属州民がローマ市民権所有者となり、10分の1税の負担はなくなった。しかし、これにより税収減となったローマは、代わって臨時税の濫発で補ったため、税負担は変わることがなく、むしろ増加した。
ディオクレティアヌスの時代には、既存の属州はおよそ100程度に再分割され、属州総督の権力削減と皇帝権の強化が行われた。